# Вест-Глендайв (Монтана)
Вест-Глендайв (англ. West Glendive) — переписна місцевість (CDP) в США, в окрузі Доусон штату Монтана. Населення — 1998 осіб (2020).

## Географія
Вест-Глендайв розташований за координатами 47°6′22″ пн. ш. 104°45′12″ зх. д. / 47.10611° пн. ш. 104.75333° зх. д. (47.106144, -104.753210).  За даними Бюро перепису населення США в 2010 році переписна місцевість мала площу 10,09 км², з яких 10,05 км² — суходіл та 0,03 км² — водойми.

## Демографія
Згідно з переписом 2010 року, у переписній місцевості мешкало 1948 осіб у 809 домогосподарствах у складі 580 родин. Густота населення становила 193 особи/км².  Було 851 помешкання (84/км²).
Расовий склад населення:
| - 96,2 % — білих - 1,5 % — корінних американців - 0,1 % — азіатів |

До двох чи більше рас належало 2,0 %. Частка іспаномовних становила 1,9 % від усіх жителів.
За віковим діапазоном населення розподілялося таким чином: 23,4 % — особи молодші 18 років, 60,9 % — особи у віці 18—64 років, 15,7 % — особи у віці 65 років та старші. Медіана віку мешканця становила 42,3 року. На 100 осіб жіночої статі у переписній місцевості припадало 100,2 чоловіків;  на 100 жінок у віці від 18 років та старших — 99,2 чоловіків також старших 18 років.
Середній дохід на одне домашнє господарство  становив 83 180 доларів США (медіана — 64 180), а середній дохід на одну сім'ю — 89 167 доларів (медіана — 71 250). Медіана доходів становила 60 650 доларів для чоловіків та 34 167 доларів для жінок. За межею бідності перебувало 4,5 % осіб, у тому числі 6,7 % дітей у віці до 18 років та 2,4 % осіб у віці 65 років та старших.
Цивільне працевлаштоване населення становило 1067 осіб. Основні галузі зайнятості: освіта, охорона здоров'я та соціальна допомога — 17,3 %, сільське господарство, лісництво, риболовля — 15,7 %, роздрібна торгівля — 13,0 %, транспорт — 12,9 %.